# Холстајн (Ајова)
Холстајн (енгл. Holstein) град је у америчкој савезној држави Ајова. По попису становништва из 2010. у њему је живело 1.396 становника.

## Демографија
Према попису становништва из 2010. у граду је живело 1.396 становника, што је -74 (-5.0%) становника више него 2000. године.
| Група             | 2000.         | 2010.         |
| Белци             | 1.455 (99,0%) | 1.350 (96,7%) |
| Афроамериканци    | 0 (0,0%)      | 1 (0,1%)      |
| Азијати           | 4 (0,3%)      | 2 (0,1%)      |
| Хиспаноамериканци | 5 (0,3%)      | 28 (2,0%)     |
| Укупно            | 1.470         | 1.396         |